# Heiwiller
Heiwiller (deutsch Heiweiler) ist eine französische Gemeinde mit 180 Einwohnern (Stand 1. Januar 2022) im Département Haut-Rhin der Region Grand Est (bis 2015 Elsass). Sie gehört zum Arrondissement Altkirch, zum Kanton Altkirch und zum Gemeindeverband Sundgau.

## Geografie
Die Gemeinde Heiwiller liegt im Sundgau, etwa acht Kilometer östlich von Altkirch im Tal des Wahlbaches, einem kleinen Nebenfluss des Thalbaches, der etwas nördlich von Wittersdorf die Ill erreicht. 

## Geologie
Heiwiller liegt im lössbedeckten Sundgauer Tertiärhügelland im Bereich der unter der Lössdecke lagernden Sundgauschotter. Diese sind die Hinterlassenschaft einer einst (im Pliozän und Altpleistozän) über Doubs, Saône und Rhône  zum Mittelmeer entwässernden Ur-Aare. Unter den die (oberen) Talhänge bildenden Sundgauschottern liegen die sandig-mergeligen Schichten der oligozänen Elsässer Molasse (Molasse alsacienne).

## Geschichte
Auf der Gemarkung wurden Funde aus der jüngeren Steinzeit gemacht. Ersterwähnung 728 als Heimoneswiler. Im 12. Jahrhundert erscheint es Heininenwiler.  Bis 1324 gehörte der Ort zur Grafschaft Pfirt und kam dann durch die Heirat der Johanna von Pfirt mit Herzog Albrecht II. von Österreich an Habsburg. Im Westfälischen Frieden 1648 ging der Ort mit dem ganzen elsässischen Besitz der Habsburger an die französische Krone. Von 1871 bis 1918 gehörte der Ort zum Reichsland Elsass-Lothringen. Der Ort war bis 1687 Filial der Hundsbacher, dann der Tagsdorfer Pfarrei. 

## Bevölkerungsentwicklung

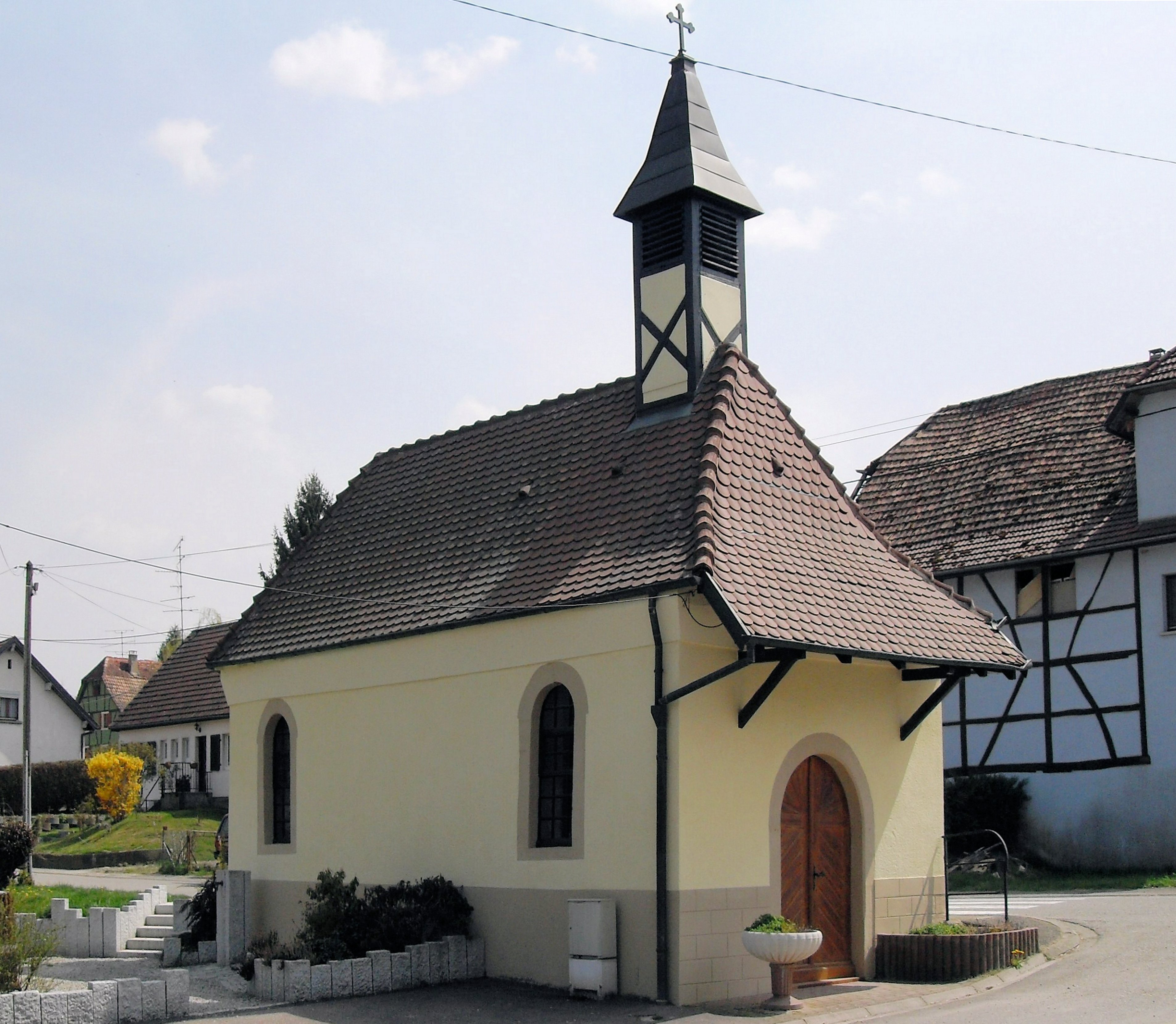
Kapelle St. Wendelin

| Jahr      | 1910 | 1962 | 1968 | 1975 | 1982 | 1990 | 1999 | 2007 | 2014 |
| Einwohner | 129  | 104  | 105  | 107  | 133  | 178  | 181  | 187  | 178  |

## Bauwerke
Die schlichte Wendelinskapelle soll auf eine Stiftung der Grafen von Pfirt zurückgehen. Das Datum 1786 auf einem Türbeschläg könnte auf einen Neubau in jenem Jahr hinweisen.
Beachtenswerte Fachwerkbauten an der Rue de Sierentz. Nr. 16 in Stockwerkbauweise mit einer auf den verlängerten Deckenbalken des Erdgeschosses ruhenden Laube (Geländer nicht original). Die Stubenfenster waren ursprünglich dreiteilig wie beim Tagelöhnerhaus (s. u.). Die Häuser Nr. 10 und 12 sind noch in der altertümlichen Ständerbauweise errichtet. Bei Nr. 12 verlaufen die Deckenbalken des Erdgeschosses – ebenfalls ein Hinweis auf ein höheres Alter – noch traufparallel. Bei beiden noch kaum Bemühen um Symmetrie. Nr. 21 ist ein Tagelöhnerhaus, das eine dreiteilige, in der Mitte überhöhte Fenstergruppe besitzt (in Holz, analog zur steinernen Fenstergruppe des Hauses Nr. 29, s. u.). Solche Fenster gab es schon vor dem Dreißigjährigen Krieg, waren aber auch noch später gebräuchlich.
Beim Haus an der Rue des Vergers Nr. 1 sprechen das weitabständige, altertümliche Fachwerk mit den geschweiften Andreaskreuzen, die spätgotischen mit Hohlkehlen versehenen Fensterrahmungen des steinernen Erdgeschosses und der Halbwalm (statt des jüngeren Krüppelwalms) für eine Entstehung vor dem Dreißigjährigen Krieg. -
Selten im Sundgau: Das steinerne Wohnhaus Rue de Sierentz Nr. 29 stammt noch aus der Zeit vor dem Dreißigjährigen Krieg, möglicherweise schon aus dem späten 16. Jahrhundert. Spätgotische Stilmerkmale: Fensterrahmungen und-pfosten mit Hohlkehlen, eine dreiteilige, mittig überhöhte Fenstergruppe, ein großes Kreuzstockfenster im Giebeldreieck. Rundbogiger, profilierter Kellereingang.

## Nachweise
1. ↑  Gemeindeverzeichnis Deutschland 1900 – Kreis Altkirch